# 壱岐市立田河中学校
壱岐市立田河中学校（いきしりつたがわちゅうがっこう, Iki City Tagawa Junior High School）は、2011年（平成23年）3月末まで長崎県壱岐市にあった公立中学校。略称は「田中」（たちゅう）。
旧芦辺町地区の箱崎中学校および那賀中学校と統合し、 壱岐市立芦辺中学校が新設された。なお田河中学校の校舎がそのまま芦辺中学校の校舎として2019年（令和元年）10月末まで使用されていた。

## 概要
地域
長崎県道23号勝本石田線とつながり、八幡（壱岐東部）方面へ延びる市道沿いにあり、学校の周辺には海、貯水池と田畑が広がる。校名の「田河」は田畑が多く、壱岐最長の幡鉾川をはじめとする河川が流れているということで「田川」から「田河」となったと言われている。現在住所に「田河」が入ることはないが、「田河町」「田河村」という町村があった。田河地区は住所が「芦辺町」の次に「芦辺浦」（あしべうら）「諸吉」（もろよし）「深江」（ふかえ）（郵便番号が811-53--）が続く地域である。
校訓
「自主」「品性」「忍耐」
教育目標
「生活と学習の基礎を確立し、豊かな心を身につけた生徒の育成」

校章
左右に一本ずつ稲が下中央で結ばれている。真ん中には縦に「中學」の文字。
校歌
作詞は松坂直美、作曲は八州秀章による。歌詞は3番まであり、各番とも「田河　田河　田河　田河中学」で終わる。なお、壱岐市役所のホームページで校歌の曲（歌詞あり、歌詞なし）をダウンロードできる。
- 1番の冒頭「金城」（かなしろ）とは、校舎の前に広がる海に浮かぶ2つの島に朝日が当り、金色に光輝く景色のことを言う。
- 2番の冒頭「鹿の山神社」は体育館裏にある「鹿山神社」である。小さな神社である。
  - 田河中学校の応援歌に次のようなものがある。
    - 「緑濃き我が鹿山にこもり立つ五百の群れは若き日の血潮に燃えて今も立つ我らが精鋭。」
    - 「鹿山神社の神主がおみくじ引いて申すには、いつでも田中（たちゅう）は勝ち、勝ち、勝っち勝ち。」

校区
次の小学校校区出身の生徒が田河中学校に通っていた。
- 壱岐市立田河小学校
- 壱岐市立芦辺小学校
- 壱岐市立八幡小学校

制服等
男子は学生服（学ラン）、女子はセーラー服。運動着（ジャージ）の色は「青色」。

## 沿革
- 1947年（昭和22年）4月1日
  - 学制改革（六・三制の実施）により、「田河村立田河中学校」が開校[11]。
    - 当初田河本校と芦辺部に分かれ、それぞれ田河村立田河小学校と田河村立芦辺小学校を間借りして使用。[12]
    - 初代校長は山口憲明[12]、職員数17名（校長含む）[12]、生徒数267名[12]。
- 1948年（昭和23年） 3月 -　町制施行により、「田河町立田河中学校」に改称。
- 1949年（昭和24年）12月 - 現在地に木造校舎が完成し、移転。
- 1951年（昭和26年）- ボートを購入。
- 1955年（昭和30年）
  - 3月 -文部省指定産業教育発表を行う。
  - 4月 - 田河町と那賀村が合併し、芦辺町が発足したことにより、「芦辺町立田河中学校」と改称。
- 1956年（昭和31年）頃 - 東京考古学会の原の辻遺跡の発掘作業への協力を行う。[12][13]
- 1958年（昭和33年）- 水産実習船「しらさぎ」が進水。
- 1960年（昭和35年）
  - 3月 - 校歌を制定。
  - 12月 - 講堂（僻地集会所）が完成。
- 1963年（昭和38年）- 火災で校舎西側半分を消失。13学級を9学級に編成し直し、残った東側で授業を行う。
- 1964年（昭和39年）5月 - 新校舎鉄筋ブロック普通教室4、特別教室7、管理室4が完成。
- 1965年（昭和40年）
  - 8月 - 女子バレーボール部、県中体連（中総体）で優勝。
  - 11月 - 女子バレーボール部、北九州大会で準優勝。
  - 12月 - 第11回学研教育賞（特別教育活動の部）を受賞。
- 1966年（昭和41年）2月 - 女子バレーボール部が長崎県スポーツ賞を受賞。
- 1968年（昭和43年）- 牛乳給食を開始。
- 1969年（昭和44年）3月 - 新校舎鉄筋コンクリート（西側）2階が完成。
- 1970年（昭和45年）6月 - 運動場周辺金網を設置。
- 1973年（昭和48年）
  - 2月 - 友情の像が贈呈される。
  - 3月 - プールが完成。
- 1975年（昭和50年）2月 - 第20回青少年読書感想文学校賞を受賞。
- 1977年（昭和52年）5月 - 講堂の屋根がえを実施。
- 1980年（昭和55年）7月 - 長崎県中学総合運動大会（中総体）において相撲部が準優勝。
- 1982年（昭和57年）3月 - 体育館が完成。
- 1983年（昭和58年）3月 - 国旗掲揚ポールを設置。
- 1984年（昭和59年）
  - 3月 - 講堂跡地に「ふれあいの園」が完成。
  - 11月 - 長崎県中総体で女子駅伝部が準優勝。
- 1985年（昭和60年）
  - 11月 - 長崎県中総体で女子駅伝部が準優勝。
  - 12月 - 校舎を大規模改修。（第1期）
- 1986年（昭和61年）
  - 4月 - 第2グラウンドを整備。
  - 9月 - 校舎を大規模改修。（第2期）
- 1987年（昭和62年）
  - 1月 - 運動場西側を拡張。周辺道路が完成。
  - 7月 - テニスコートを整備。第2グラウンドに側溝、フェンスを設置。
  - 11月 - 相撲場が完成。
- 1989年（平成元年）2月 - 田河青年団により「夢」記念碑が寄贈。
- 1990年（平成2年）10月 - グラウンドフェンスが完成。
- 1993年（平成5年）4月 - 特別教室（給食室・パソコン室）が完成。給食を開始。
- 1995年（平成7年）8月 - 農具倉庫が完成。
- 1996年（平成8年）8月 - 第1回職場体験学習（中2）を行う。
- 1998年（平成10年）- トイレを水洗化。
- 1999年（平成11年）
  - 3月 - 太陽熱防犯灯を設置。西校舎横石垣を改修。
  - 4月 - インターネット研究校に指定される。
- 2003年（平成15年） 
  - 3月 - ゴミステーション（ごみ集積所）を設置。
  - 11月 - 学力向上フロンティアスクールの中間発表を行う。
- 2004年（平成16年）3月 - 壱岐郡内4町合併による壱岐市誕生に伴い、「壱岐市立田河中学校」（最終名）となる。
- 2005年（平成17年）1月 - 正門前に駐車場を新設。
- 2006年（平成18年）3月 - 特別支援教室を設置。
- 2010年（平成22年）11月 - 閉校記念事業「しかやま祭」を開催。[14]

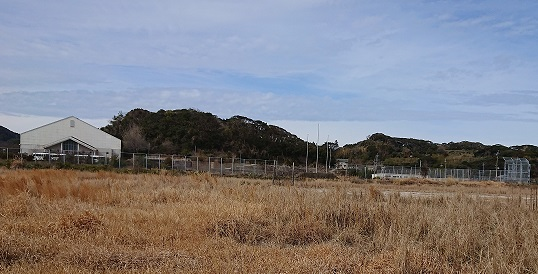
校舎解体後の旧校地
（2021年2月撮影）

- 2011年（平成23年）
  - 2月 - 統合を前に、那賀中学校・箱崎中学校の生徒との交流を実施。那賀地区・箱崎地区からのスクールバス運行リハーサルを実施。
  - 3月 - 壱岐市の中学校規模適正化（統廃合）により、閉校。（創立から64年を目前に閉校。）
    - 平成22年度生徒数123名、学級数6
    - 在校生は4月より壱岐市立芦辺中学校へ編入となる。

閉校後
- 2011年（平成23年）4月1日 - 校舎・校地がそのまま「壱岐市立芦辺中学校」のものとして使用が継続される。
- 2019年（令和元年）
  - 10月 - 旧壱岐市立那賀中学校校地に芦辺中学校の新校舎が完成。移転作業が行われる。
  - 11月1日 - 新校舎に移転を完了。
- 2020年（令和2年）- 旧田河中学校校舎が解体され、現在は体育館とグラウンドが残されている。

## 学校行事
1学期
- 4月 – 歓迎遠足（青島[15]の青嶋公園が目的地になることが多かった。）
- 5月 - 壱岐市中体連（球技・武道大会）
- 6月 - 壱岐市中体連（陸上・相撲大会）
- 7月 - 中1宿泊学習、磯体験
- 8月 - 平和集会

2学期
- 9月 - 体育祭、中2修学旅行
- 10月 - 壱岐市中体連駅伝大会
- 11月 - 合唱祭
- 12月 - 人権集会、授業参観

3学期
- 2月 - 授業参観
- 3月 - 送別遠足

その他
- 愛校週間
- 職場体験実習
- 親子クリーン作戦

## 生徒会
- 生徒会執行部
  - 生活部
  - 学習部
  - 保健給食部
  - 厚生部
  - 文化部
  - 地区生徒会があった。
    - 田河小校区（1.深江 2. 諸吉二亦・仲・本村 3.諸吉東・南）
    - 芦辺小校区（4.芦辺東 5.芦辺西）
    - 八幡小校区（6.八幡東 7.八幡西 8.棚江）

## 部活動
すべて運動部で、全生徒クラブに所属しなければならなかった。
男子
- 野球部
- バレーボール部
- ソフトテニス部
- 卓球部

女子
- バレーボール部
- バスケットボール部
- ソフトテニス部
- 卓球部

期間限定
- 6月大会のために、5月大会終了後に全校生徒の中から選抜され、特別編成される。大会後解散する。[16]
  - 陸上部（男女）
  - 相撲部（男）
  - 応援部（男女）
- 10月大会のために、全校生徒の中から選抜され、特別編成される。
  - 駅伝部（男女）
- 壱岐地区では中学校体育大会[17]は「中体連」[18]と呼ばれ、種目ごとに3回ごとに分かれて行われる。（2011（平成23年）の統合後もこの形で行われている。）
  - 5月 -球技・武道
  - 6月 -陸上・相撲
  - 10月 -駅伝

## 卒業生
- 酒井圭一（元野球選手）[12]

## アクセス
最寄りのバス停
- 壱岐交通[19]「田河校」バス停で下車。徒歩約15分。
  - バス停そばの小道を海の見える方に歩いていくと左側に校舎が見えてくる。
  - 郷ノ浦港より
    - 「郷ノ浦（本町）行き」→本町で下車→「芦辺直行」のバスに乗車。

  - 印通寺港より
    - 「印通寺経由芦辺行き」のバスに乗車。

  - 芦辺港より
    - 「郷ノ浦直行」のバスに乗車。

最寄りの道路
- 郷ノ浦港より
  - 国道382号を進み、親和銀行壱岐中央支店のところで右折、県道173号芦辺郷ノ浦線を進む。県道23号線勝本石田線と合流するので、左折する。アグリランドいき直売所（旧JA壱岐市田河支所）をすぎたすぐの道へ右折し、その道を進むと、右側に校舎が見える。
- 印通寺港より
  - 長崎県道23号勝本石田線を芦辺方向に北上。アグリランドいき直売所（旧JA壱岐市田河支所）をすぎたすぐの道を右折し、その道を進んでいくと、右側に校舎が見える。
- 芦辺港より
  - 県道23号勝本石田線を石田方向に南下。アグリランドいき直売所（旧JA壱岐市田河支所）の直前の道を左折し、その道を進んでいくと、右側に校舎が見える。

## 周辺
- 鹿山神社
- 前小島（まえこじま）
  - 校舎の前の海に浮かぶ小さな島。干潮になると歩いて渡ることができる。地元の人には「まんじゅう島」などと呼ばれている。
- 壱岐市立田河小学校
- 壱岐市立田河幼稚園
- 有限会社アグリランドいき直売所（旧JA壱岐市田河支所）[20]
- 九電工壱岐営業所